# Merlin Holland
Christopher Merlin Vyvyan Holland (Londra, dicembre 1945) è un biografo britannico.
Unico nipote di Oscar Wilde, Holland ha scritto diverse opere sulla vita del celebre nonno.

## Biografia
Nato a Londra nel 1945, Merlin Holland è il figlio di Vyvyan Holland e della seconda moglie Thelma Besant, il che lo rende l'unico discendente in linea retta di Oscar Wilde. Il cognome, Holland, fu quello che la nonna Constance Lloyd adottò per se stessa e i figli nel 1895 dopo la condanna ai lavori forzati del marito.
Holland ha trascorso gran parte della propria vita professionale studiando e pubblicando la vita e le opere del nonno paterno. Insieme a Rupert Hart-Davis ha editato l'epistolario completo di Oscar Wilde ed è stato inoltre l'editore della prima versione integrale degli atti processuali di Wilde. Nel corso della sua vita è stato impegnato anche in diverse polemiche contro altri biografi di Wilde e, in particolare, contro Richard Ellmann. Holland ha negato fortemente che Wilde avesse contratto la sifilide e l'avesse trasmessa alla moglie Constance, affermando che la donna soffrisse di sclerosi multipla e non di sintomi riconducibili a una fase avanzata di sifilide.
Nel 1997 ha pubblicato The Wilde Album, un libro di fotografie inedite del nonno insieme a uno studio sull'impatto del processo sulla moglie e i figli di Wilde. Nel 2006 ha scritto Oscar Wilde: A Life in Letters, mentre nel 2007 ha pubblicato Coffee with Oscar Wilde. Nel 2008 invece è stata la volta di A Portrait of Oscar Wilde, che Holland ha scritto basandosi su manoscritti e lettere custoditi presso la Morgan Library & Museum. Nel 2014 ha fatto il suo esordio alla drammaturgia con il dramma The Trials of Oscar Wilde, portato in tournée per il Regno Unito.
Vive in Borgogna con la seconda moglie e dal primo matrimonio ha avuto un figlio, Lucian Holland.